# تناظر

التناظر في الكرة.

تناظر انعكاسي بخط الثلث

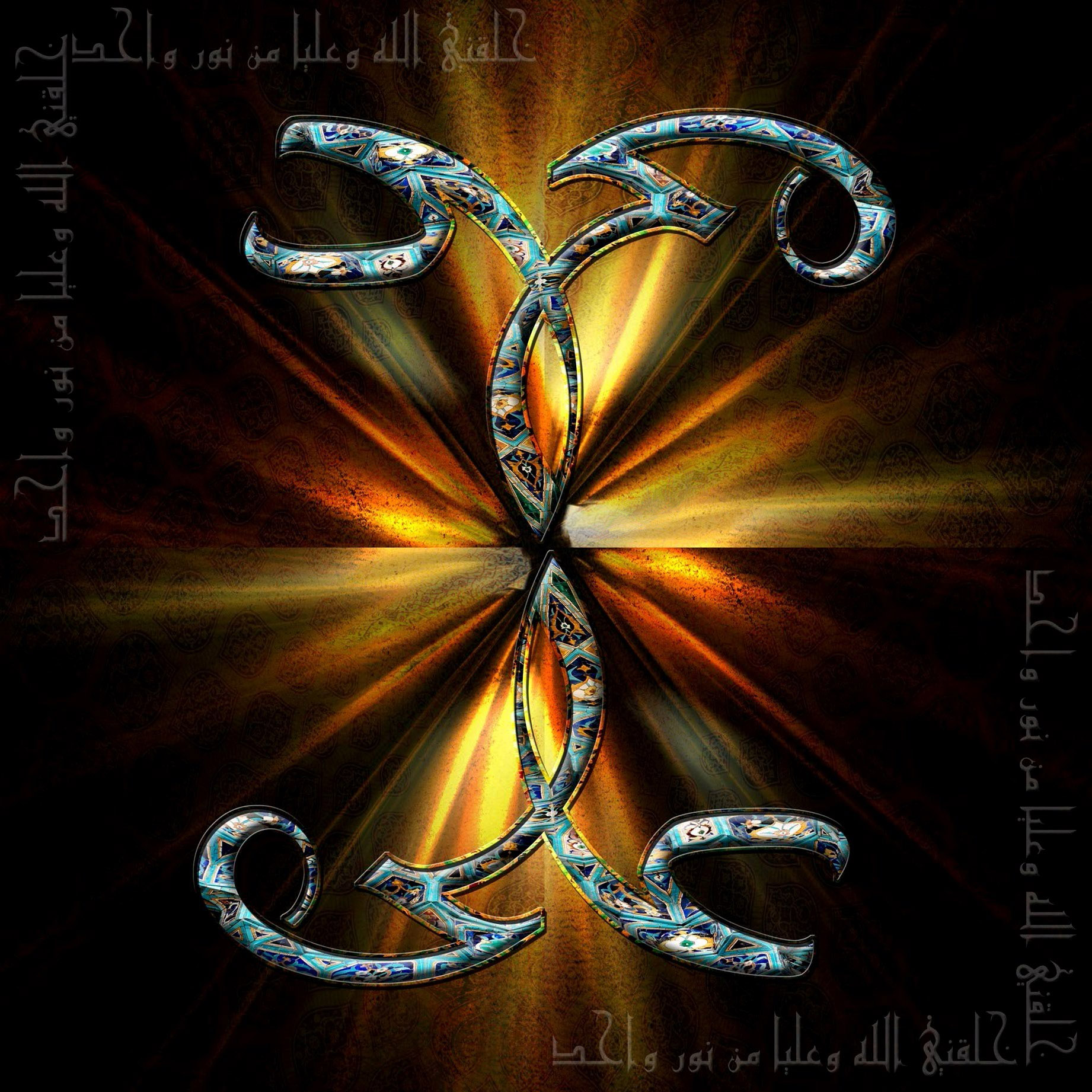
رسمة عربية, حيث يمكنك أن تقرأ كلمة "محمد" و"علي" (بياء مهملة) رأسا على عقب والعكس بالعكس أي أن الصورة تتمتع بتناظر دوراني بـ 180 درجة حول المنتصف

التناظر خاصية يمكن وصف العديد من الأشياء بها مثل الأجسام الهندسية والمعادلات الرياضية وغيرها، والتناظر هو صفة يتصف بها الإنسان حيث يمتلك يدان ورجلان وعينان وأذنين، وهذه يعني أن نصف جسمه الأيمن يماثل نصفه الأيسر شكلا.
و بشكل عام نقول عن جسم ما أنه متناظر بالنسبة لعملية ما، إذا كان تطبيق هذه العملية عليه لا تحدث فيه تغيرا. يمكن إطلاق وصف التناظر على أي جسم أو بنية فنقول انها «متناظرة بالنسبة للعملية كذا».
الغرض أو البنية يمكن أن تكون بلورة، بلاطة أرضية، جزيئة، أو حتى جسم مجرد مثل معادلة رياضية أو مجموعة من النغمات الموسيقية.
والعملية يمكن أن تكون بسيطة بديهية مثل دوران شكلا هندسيا أو دائرة حول قطرها أو يمكن أن تكون تحويلا لمعادلات أو لطريقة العزف الموسيقي. 

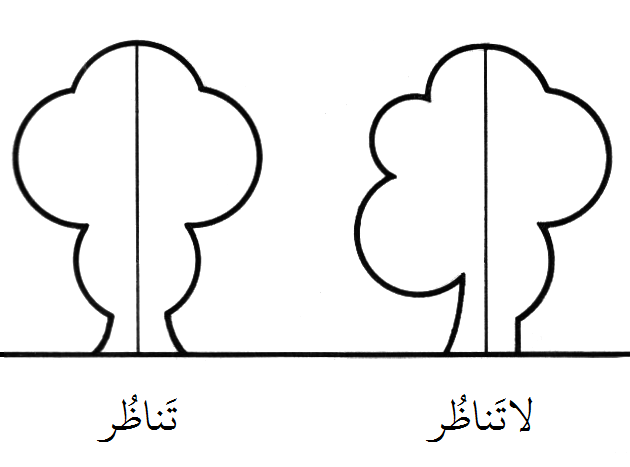
التناظر واللاتناظر

بعض التناظرات مألوفة جدا لدرجة أننا لا نلاحظها أحياناً. فالمرآة مثال شهير لأحد أدوات خلق التناظر، تقوم بقلب جانبي للأشياء بحيث يصبح الطرف الأيمن أيسرا والأيسر أيمنا. عملية التمييز تصبح أسهل عندما يكون الجانبين الأيمن والأيسر من مخلوق ما مختلفين جذريا. لكن التناظر عند الأحياء وخاصة عند الإنسان متطور جدا بحيث يصعب ملاحظة مثل هذه الفوارق.
ستتناول المقالة عدة أنواع من التناظر أهمها : التناظر الرياضي وفيها يكون التناظر معرّف ومحدد بشكل دقيق، الثاني تطبيق التناظر على العلوم والتكنولوجيا، مثلا التناظر وتطبيقاته في النتائج الأساسية للفيزياء الحديثة، بما في ذلك مناحي الزمكان.
مثال على ذلك اصطدام كرات البلياردو. نفترض للسهولة تصادم اثنتين منها.ونفترض أنهما تتحركان من اليمين إلى اليسار وتصطدما ثم تفرقان عن بعضهما ولا زالت حركتهما من اليمين إلى اليسار. وتناظر قوانين الحركة لهاتين الكرتين تعني أن الكرتان عندما تتحركان من اليسار إلى اليمين وتصطدما، تبقى جميع خصائص الاصطدام مثل السرعات قبل وبعد الاصطدام وكذلك الزوايا قبل وبعد الاصطدام مماثلة لتلك الخصائص تماماً عندما تكون حركتهما من اليمين إلى الشمال. وتوجد بعض القوانين الطبيعية لا تتبع ذلك التناظر. 
النوع الثالث هو تاريخ الاستخدام الواسع للتناظر في التاريخ والعمارة والفنون وحتى الأديان.